# Hydroides diramphus
Hydroides diramphus är en ringmaskart som beskrevs av Morch 1863. Hydroides diramphus ingår i släktet Hydroides och familjen Serpulidae. Inga underarter finns listade i Catalogue of Life.